# مصباح نيكسي
مصباح نيكسي بالإنجليزية (Nixie tube)، أو مصباح عارض الكاثود البارد هو جهاز الكتروني يستخدم لعرض الأرقام أو غيرها من المعلومات باستخدام تفريغ تألقي.

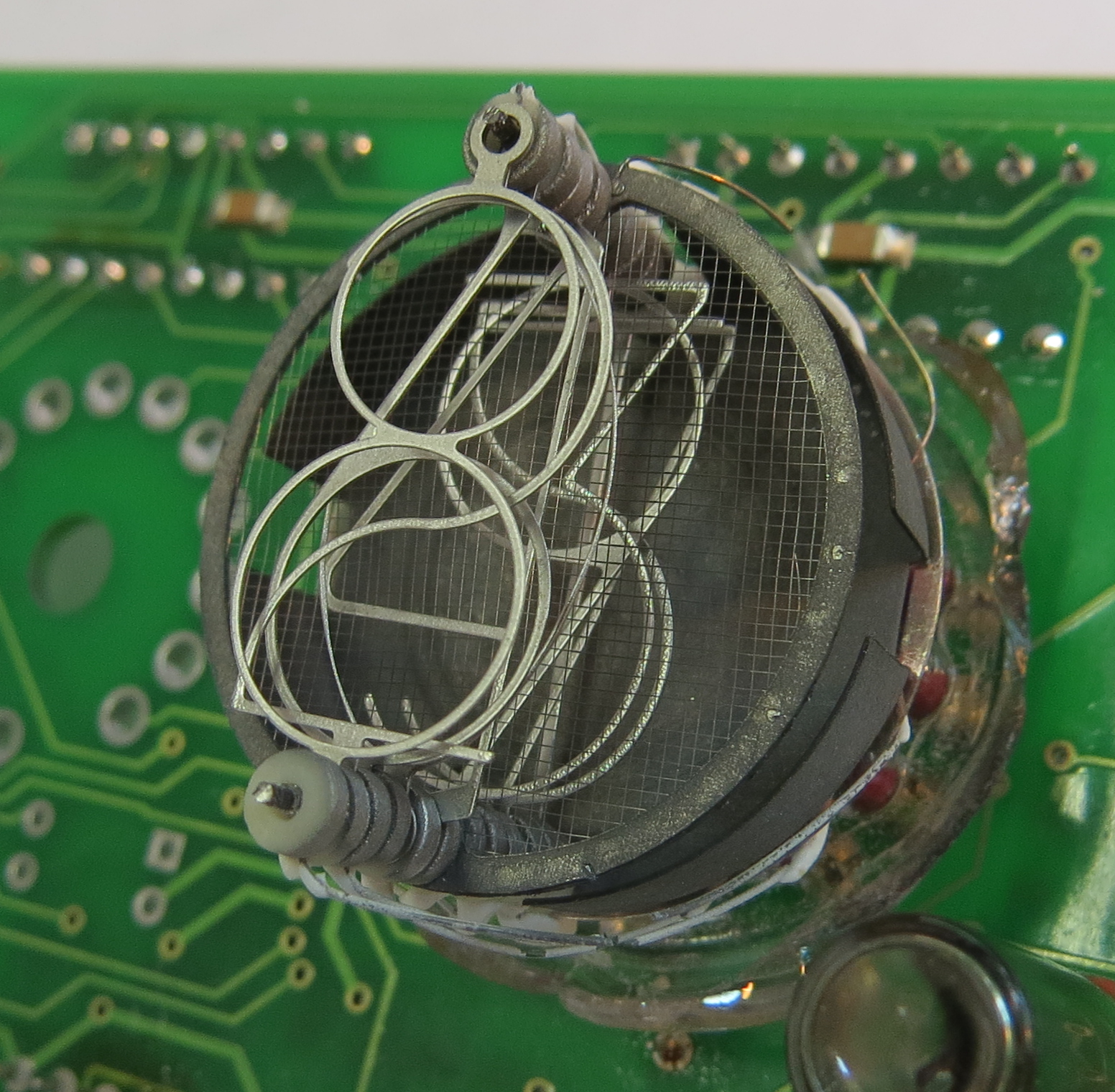
داخل أنبوب نكسي مكسور

يحتوي على أنبوب زجاجي وسلك وشبكة الأنود ومتعددة القطب السالب، على شكل أرقام أو رموز أخرى. إن تطبيق الطاقة على أحد الكاثود يحيط به مع تفريغ توهج برتقالي. يُملأ الأنبوب بغاز عند ضغط منخفض، غالبًا ما يكون نيونًا وغالبًا ما يكون قليلًا من الزئبق أو الأرجون، في مزيج Penning.
على الرغم من أنه يشبه الأنبوب المفرغ في المظهر، إلا أن تشغيله لا يعتمد على انبعاث حراري للإلكترونات من كاثود ساخن. ومن ثم فهو عبارة عن أنبوب الكاثود البارد (شكل من أشكال الأنبوب المملوء بالغاز)، وهو نوع من مصابيح النيون. نادرا ما تتجاوز هذه الأنابيب 40 °م (104 °ف) حتى في ظل أقسى ظروف التشغيل في غرفة في درجة حرارة الغرفة. تستخدم شاشات الفلورسنت الفراغية من نفس الحقبة تقنية مختلفة تمامًا - فهي تحتوي على كاثود ساخن مع شبكة تحكم وأنودات فوسفورية مشكلة؛ لا تحتوي نكسن على سخان أو شبكة تحكم، وعادة ما يكون أنود واحد (على شكل شبكة سلكية، لا ينبغي الخلط بينه وبين شبكة التحكم)، وكاثودات معدنية عارية.

## التاريخ

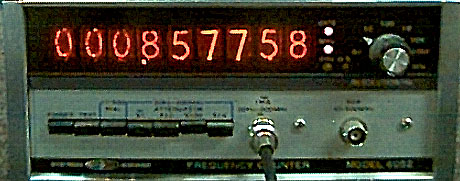
عداد تردد Systron-Donner من عام 1973 مع عرض مصباح نيكسي

الأرقام العشرة مصباح نيكسي GN-4

تم تصنيع شاشات نكسي المبكرة بواسطة مصنع صغير للأنبوب المفرغ، وتم تقديمه في عام 1955 بواسطة شركة بوروز، التي اشترت هيديو. اشتق اسم نكسي بواسطة بيروس من نيكسي، على الرغم من أن هذا قد يكون اسمًا خلفيًا مصممًا لتبرير استحضار المخلوق الأسطوري بهذا الاسم. تم تصنيع مئات الأشكال المختلفة لهذا التصميم من قبل العديد من الشركات، من الخمسينيات حتى التسعينيات. قدمت شركة نكسي وامتلكت اسم نكسي كعلامة تجارية. كانت العروض التي تشبه نكسي التي قدمتها شركات أخرى تحمل أسماء علامات تجارية بما في ذلك دجترون و اندترون و نيوميكاتر. المصطلح العام المناسب هو أنبوب قراءة نيون الكاثود البارد، على الرغم من أن العبارة مصباح نيكسي دخلت بسرعة في اللغة العامية كاسم عام.
حتى أن بوروز كان لديه مصباح هاديو آخر يمكن أن يعمل كعداد رقمي ويدفع مباشرة مصباح نكسي للعرض. كان يسمى بـ «تروشورتون»، فيما بعد عرف باسم مصباح العداد؛ وكان اسم آخر هو «مصباح تبديل شعاع المغنطرون»، في إشارة إلى اشتقاقها من مغنطرون ذي أنود مشقوق.
كانت التروكرونات الأولى محاطة بمغناطيس أسطواني مجوف، مع أعمدة في النهايات. يحتوي المجال داخل المغناطيس على خطوط قوة متوازية بشكل أساسي، موازية لمحور الأنبوب. كان أنبوب فراغ حراري. كان بداخله كاثود مركزي، وعشرة أنودات، وعشرة أقطاب «بأسمائها الحقيقية». جعل المجال المغناطيسي والفولتية المطبقة على الأقطاب الكهربائية الإلكترونات تشكل لوحًا سميكًا (كما هو الحال في مغنطرون التجويف) الذي يذهب إلى أنود واحد فقط. تطبيق نبضة بعرض محدد وفولتية على البستوني جعل الورقة تتقدم إلى الأنود التالي، حيث بقيت حتى النبضة المتقدمة التالية. تم تحديد اتجاه العد من خلال اتجاه المجال المغناطيسي، وبالتالي لم يكن قابلاً للعكس. شكل لاحق من تروكوترون يسمى Beam-X Switch استبدل المغناطيس الأسطواني الخارجي الكبير والثقيل بعشرة مغناطيسات قضبان داخلية صغيرة من سبيكة معدنية والتي كانت تعمل أيضًا كأقطاب كهربائية.

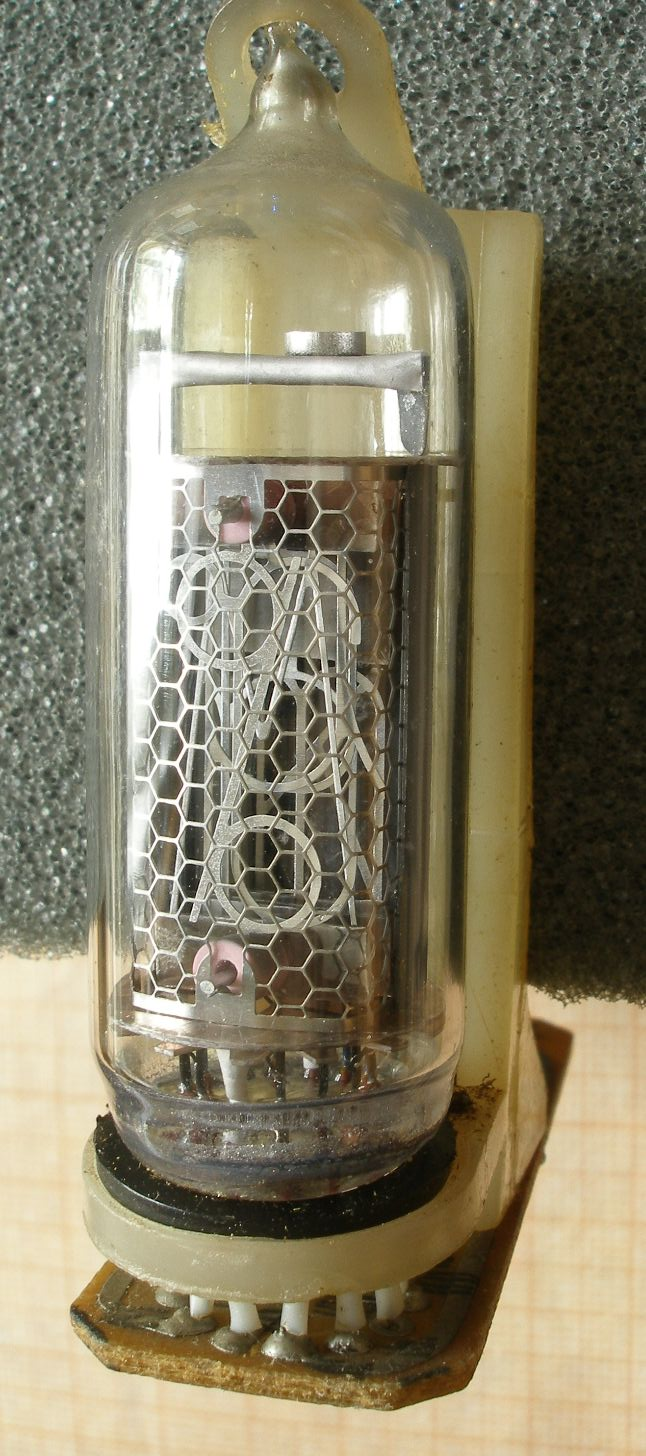
يعرض مصباح N-19A
نكسي الرموز، بما في ذلك النسبة المؤية ودرجة مئوية.

كان لأنابيب عد انتقال التوهج، المتشابهة في الوظيفة الأساسية للتروكوترونات، تفريغ توهج على أحد عدد من الكاثودات الرئيسية، يمكن رؤيته من خلال الجزء العلوي من الغلاف الزجاجي. استخدم معظمهم خليط غاز قائم على النيون وتم حسابه في قاعدة 10، ولكن الأنواع الأسرع كانت تعتمد على الأرجون أو الهيدروجين أو غازات أخرى، ولحفظ الوقت والتطبيقات المماثلة، كان هناك عدد قليل من أنواع Base-12 المتاحة. مجموعات من الكاثودات «الإرشادية» (عادةً مجموعتان، لكن بعض الأنواع تحتوي على مجموعة واحدة أو ثلاثة) بين الكاثودات التي تشير إلى نقل التوهج بخطوات إلى الكاثود الرئيسي التالي. يمكن للأنواع التي تحتوي على مجموعتين أو ثلاث مجموعات من كاثودات التوجيه أن تعد في أي اتجاه. كان الاسم التجاري المعروف لأنابيب عداد نقل التوهج في المملكة المتحدة هو دكتاترون. الأنواع ذات الاتصالات لكل فرد يشير إلى الكاثود، والذي مكّن مسبقًا من ضبط حالة الأنبوب على أي قيمة (على عكس الأنواع الأبسط التي يمكن إعادة تعيينها مباشرة إلى الصفر أو إلى مجموعة فرعية صغيرة من إجمالي عدد حالاتها)
تم تسجيل براءة اختراع للأجهزة التي تعمل بنفس طريقة أنابيب نكسي في ثلاثينيات القرن الماضي، وتم تقديم مصابيح العرض الأولى بكميات كبيرة في عام 1954 بواسطة شركة شركة الاتحاد الوطني تحت الاسم التجاري اندترون. ومع ذلك، كان بناءهم أكثر فظاظة، وكان متوسط عمرهم أقصر، وفشلوا في العثور على العديد من التطبيقات بسبب محيطهم المعقد.

## التصميم
يحتوي الشكل الأكثر شيوعًا مصابيح نكسي على عشرة كاثودات في أشكال الأرقام من 0 إلى 9 (وأحيانًا علامة عشرية أو اثنتين)، ولكن هناك أيضًا أنواعًا تُظهر أحرفًا وعلامات ورموزًا مختلفة. نظرًا لأن الأرقام والأحرف الأخرى مرتبة واحدًا خلف الآخر، فإن كل حرف يظهر بعمق مختلف، مما يمنح عرض نكسي القائم على مظهر مميز. الجهاز ذو الصلة هو أنبوب البكسل ، والذي يستخدم قناع استنسل به ثقوب على شكل رقمي بدلاً من الكاثودات ذات الشكل. تستخدم بعض نكسي الروسية، مثل ИH-14 (IN-14)، رقمًا مقلوبًا 2 باعتباره الرقم 5، على الأرجح لتوفير تكاليف التصنيع نظرًا لعدم وجود سبب تقني أو جمالي واضح.

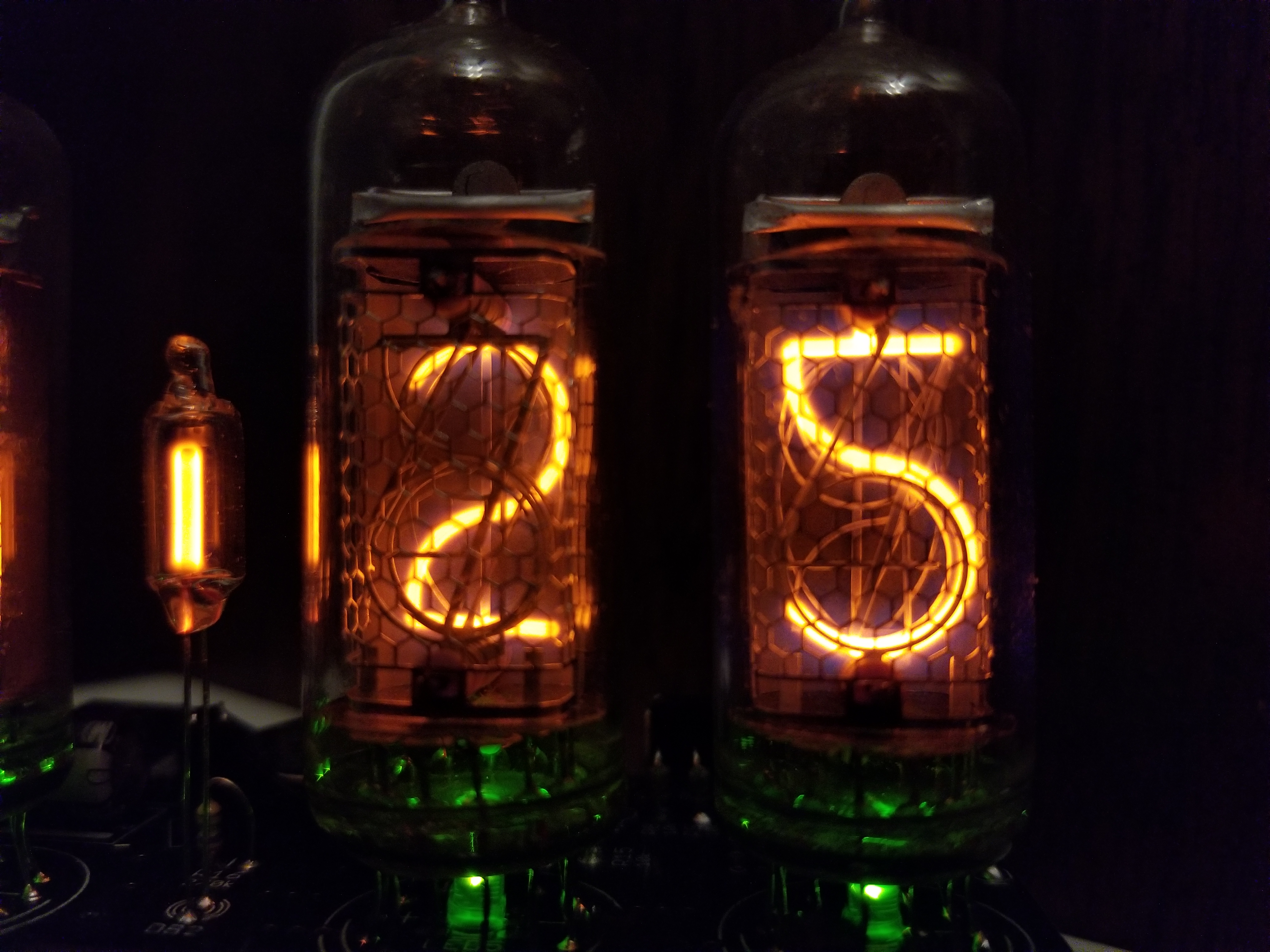
ИH-14 (IN-14)مصابيح نيكسي تعرض "25". 5 يتم تنفيذه بالمقلوب 2.

يمكن جعل كل كاثود يتوهج باللون الأحمر البرتقالي النيون المميز من خلال تطبيق حوالي 170 فولت تيار مستمر عند بضعة مللي أمبير بين الكاثود والأنود. يتم تنفيذ الحد الحالي عادةً كمقاوم أنود لبضع عشرات الآلاف من الأوم. تُظهر نكسي مقاومة سلبية وستحافظ على توهجها عند 20 فولت إلى 30 فولت أقل من جهد الضربة. يمكن ملاحظة بعض التباين اللوني بين الأنواع بسبب الاختلافات في مخاليط الغاز المستخدمة. تمت إضافة الزئبق للأنابيب ذات العمر الأطول التي تم تصنيعها لاحقًا في الجدول الزمني لـ نكسي لتقليل الاخرق  مما ينتج عنه مسحة زرقاء أو أرجوانية للضوء المنبعث. في بعض الحالات، يتم ترشيح هذه الألوان بواسطة طلاء مرشح أحمر أو برتقالي على الزجاج.
تتمثل إحدى ميزات أنبوب نكسي في أنه تم تصميم كاثوداته بشكل طباعي، وتم تشكيلها من أجل الوضوح. في معظم الأنواع، لا يتم وضعها في تسلسل عددي من الخلف إلى الأمام، ولكن يتم ترتيبها بحيث تحجب الكاثودات الموجودة في المقدمة الكاثود المضاء إلى الحد الأدنى. أحد هذه الترتيبات هو 6 7 5 8 4 3 9 2 0 1 من الأمام (6) إلى الخلف (1). تستخدم الأنابيب الروسية ИH-12A IN-12A) و ИH-12B IN-12B) ترتيب الأرقام 3 8 9 4 0 5 7 2 6 1 من الأمام (3) إلى الخلف (1)، مع كون الرقم 5 هو الجانب الصعودي أسفل 2. تتميز أنابيب ИH-12B بعلامة عشرية أسفل أقصى اليسار بين الرقمين 8 و 3.

## التطبيقات ومدى الحياة

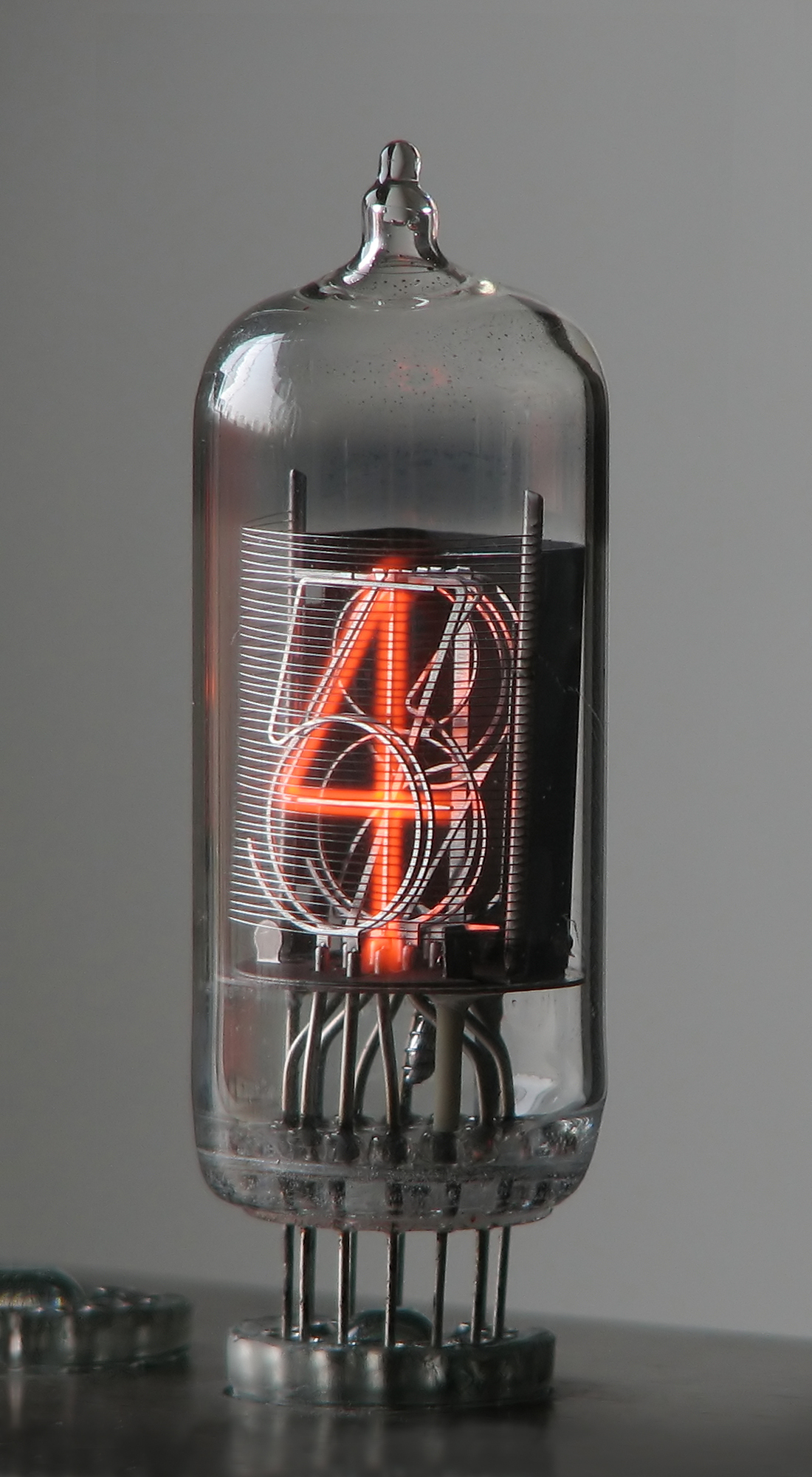
يظهر ترتيب الأرقام المكدسة في مصباح نيكسي في ZM1210 (المجرد).

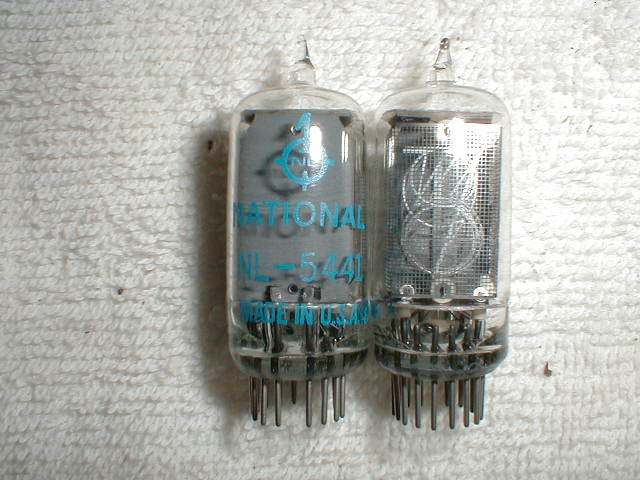
زوج من مصابيح العرض نيكسي NL-5441

استخدمت نيكسي معروضاتها الرقمية في وقت مبكر باستعمال فولتميتر، متعدد، عدادات التردد والعديد من أنواع أخرى من المعدات التقنية. ظهرت أيضًا في شاشات عرض الوقت الرقمية باهظة الثمن المستخدمة في المؤسسات البحثية والعسكرية، وفي العديد من الآلات الحاسبة الإلكترونية المبكرة لسطح المكتب، وأول لوحات مفاتيح الهاتف الإلكترونية. تم العثور على إصدارات أبجدية رقمية لاحقة بتنسيق عرض أربعة عشر مقطعًا مستخدمة في علامات الوصول والمغادرة بالمطار وشاشات عرض الأسهم. استخدمت بعض المصاعد نيكسز لعرض أرقام الطوابق.
تفاوت متوسط طول عمر مصابيح نيكسي من حوالي 5000 ساعة للأنواع الأولى، إلى 200.000 ساعة أو أكثر لبعض الأنواع الأخيرة التي سيتم تقديمها. لا يوجد تعريف رسمي لما يشكل «نهاية الحياة» لـ نيكسز، باستثناء الأعطال الميكانيكية. تشير بعض المصادر إلى أن تغطية التوهج غير الكاملة لصورة رمزية («تسمم الكاثود») أو ظهور توهج في مكان آخر في الأنبوب لن يكون مقبولاً.
أنابيب نيكسي عرضة لأنماط فشل متعددة، بما في ذلك:
- كسر بسيط
- شقوق وتسربات مانعة للتسرب تسمح بدخول الغلاف الجوي
- يمنع التسمم بالكاثود جزء أو كل حرف أو أكثر من الإضاءة
- زيادة الجهد الضرب مما يتسبب في حدوث وميض أو فشل في الضوء
- رش قطب كهربائي على غلاف زجاجي يحجب الكاثودات من الرؤية
- دوائر داخلية مفتوحة أو قصيرة والتي قد تكون بسبب الإساءة الجسدية أو الأخرق

سيؤدي دفع نيكسز خارج المعلمات الكهربائية المحددة إلى تسريع زوالها، وخاصة التيار الزائد، مما يزيد من تطاير الأقطاب الكهربائية. حتى أن بعض الأمثلة المتطرفة على الاخرق أدت إلى تفكك كامل لكاثودات مصباح نكسي.
يمكن الحد من تسمم الكاثود عن طريق الحد من التيار عبر الأنابيب إلى أقل بكثير من الحد الأقصى  خلال استخدام أنابيب نكسي المصنوعة من مواد تتجنب التأثير (على سبيل المثال عن طريق خلوها من السيليكات والألومنيوم)، أو عن طريق أجهزة البرمجة إلى قم بالتنقل بشكل دوري بين جميع الأرقام بحيث يتم تنشيط الأرقام التي نادرًا ما يتم عرضها.
كدليل على طول عمرها، وطول عمر المعدات التي تم دمجها، اعتبارًا من 2006 لا يزال العديد من الموردين يقدمون أنواع مصابيح نكسي الشائعة كقطع غيار جديدة في العبوة الأصلية. المعدات المزودة بشاشات نكسي في حالة عمل ممتازة وفيرة، على الرغم من أن الكثير منها كان قيد الاستخدام المتكرر لمدة 30-40 عامًا أو أكثر. يمكن بسهولة العثور على هذه العناصر على أنها فائضة والحصول عليها بتكلفة قليلة جدًا. في الاتحاد السوفياتي السابق، كان لا يزال يتم تصنيع نكسز من حيث الحجم في الثمانينيات، لذلك لا تزال منتجات نكسز الروسية والشرقية متوفرة.

## البدائل والخلفاء
التقنيات الرقمية شاشة أخرى في نفس الوقت في استخدام شملت الخلفية عمودي الشفاف («يعرض الحرارة»)، والأنابيب الخفيفة، والعمق الإسقاط ومضاءة حافة يعرض لايت جويد ل (جميع استخدام الفردي المتوهجة أو النيون المصابيح الكهربائية للإضاءة)، نيوميترون قراءات المتوهجة خيوط،  شاشات بان بلكس بسبعة مقاطع وأنابيب عرض فلورية مفرغة. قبل أن تصبح مصابيح نكسي بارزة، كانت معظم شاشات العرض الرقمية كهروميكانيكية، باستخدام آليات متدرجة لعرض الأرقام إما بشكل مباشر عن طريق استخدام أسطوانات تحمل أرقامًا مطبوعة متصلة بدواراتها، أو بشكل غير مباشر عن طريق توصيل مخرجات مفاتيح التنقل بمصابيح المؤشر. في وقت لاحق، استخدمت بعض الساعات القديمة شكلاً من أشكال التبديل لقيادة مصابيح نكسي.
تم استبدال أنابيب نكسي في السبعينيات من خلال الثنائيات الباعثة للضوء (LED) وشاشات الفلورسنت الفراغية (VFDs)، غالبًا في شكل شاشات من سبعة أجزاء. يستخدم VFD خيوطًا ساخنة لإصدار الإلكترونات وشبكة تحكم وأنودات مغلفة بالفوسفور (على غرار أنبوب شعاع الكاثود) على شكل شرائح من رقم أو وحدات بكسل من شاشة عرض رسومية أو أحرف أو رموز أو كلمات كاملة. في حين أن نكسز تتطلب عادةً 180 فولتًا للإضاءة، فإن VFDs تتطلب فقط جهدًا منخفضًا نسبيًا للعمل، مما يجعلها أسهل وأرخص في الاستخدام. تتميز VFDs بهيكل داخلي بسيط ينتج عنه صورة مشرقة وحادة وخالية من العوائق. على عكس نكسز، يتم تفريغ الغلاف الزجاجي لـ VFD بدلاً من ملؤه بمزيج معين من الغازات عند ضغط منخفض.
كانت رقائق التشغيل المتخصصة عالية الجهد مثل 7441/74141 متاحة لقيادة نكسز. تعد مصابيح LED مناسبة بشكل أفضل للجهود المنخفضة التي تستخدمها الدوائر المتكاملة لأشباه الموصلات عادةً، والتي كانت ميزة للأجهزة مثل حاسبات الجيب والساعات الرقمية وأدوات القياس الرقمية المحمولة. أيضًا، مصابيح LED أصغر بكثير وأكثر ثباتًا، بدون غلاف زجاجي هش. تستخدم مصابيح LED طاقة أقل من VFDs أو أنابيب نكسز مع نفس الوظيفة.

## ميراث

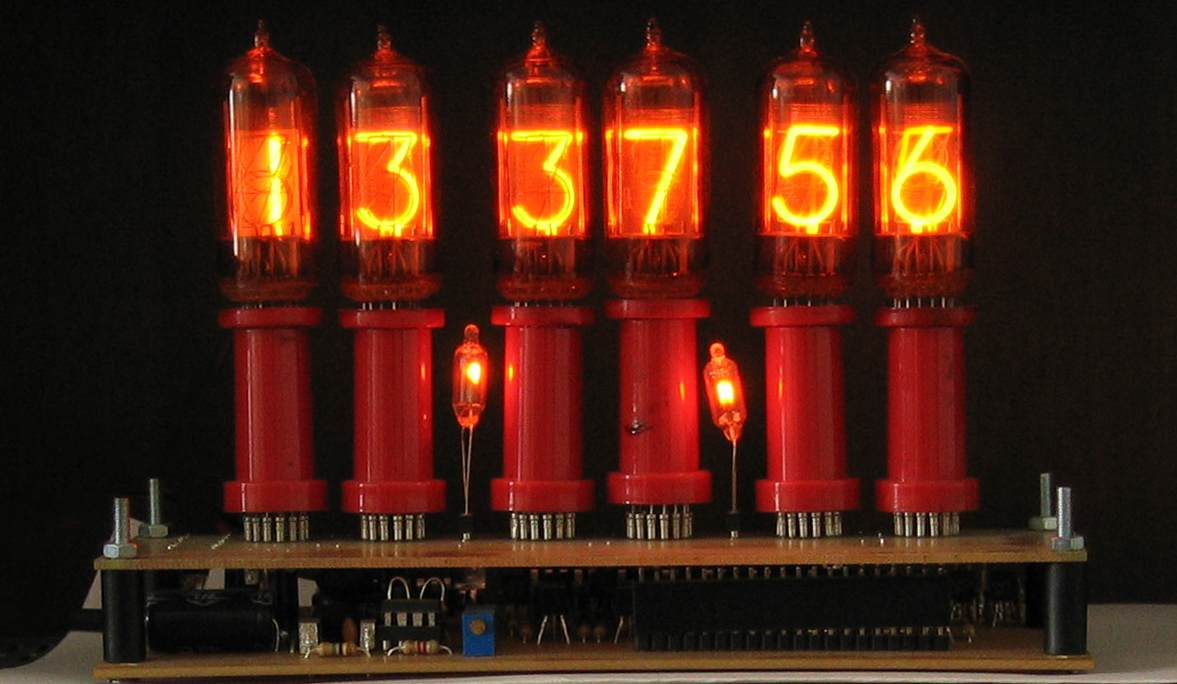
ساعة نكسي بستة أنابيب ZM1210 من صنع Telefunken

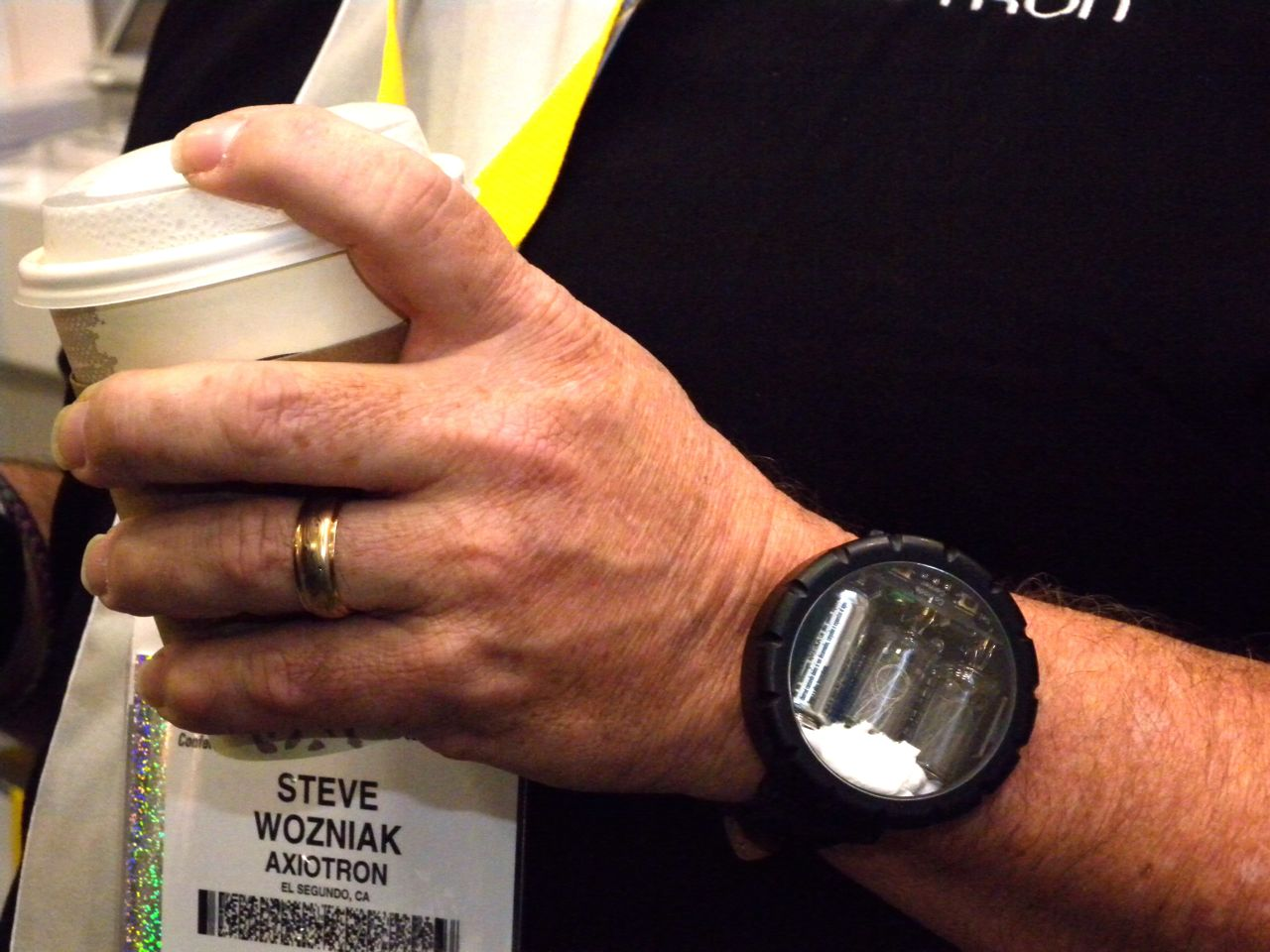
ساعة نكسي على معصم ستيف وزنياك ، المؤسس المشارك لشركة ابل.

بسبب عدم الرضا عن جماليات الشاشات الرقمية الحديثة والولع بالحنين لتصميم التكنولوجيا القديمة، أبدى عدد كبير من عشاق الإلكترونيات اهتمامًا بإحياء نكسز يتم إحضار واستخدام الأنابيب غير المباعة التي كانت موجودة في المستودعات لعقود من الزمن، والتطبيق الأكثر شيوعًا هو الساعات الرقمية محلية الصنع. خلال فترة ذروتها، كانت نكسز تعتبر مكلفة للغاية لاستخدامها في السلع الاستهلاكية في السوق الشامل مثل الساعات. تسببت الزيادة الأخيرة في الطلب في ارتفاع الأسعار بشكل كبير، لا سيما للأنابيب الكبيرة، مما جعل الإنتاج الصغير للأجهزة الجديدة قابلاً للتطبيق مرة أخرى.
بالإضافة إلى الأنبوب نفسه، هناك اعتبار مهم آخر وهو الدوائر ذات الجهد العالي نسبيًا اللازمة لقيادة الأنبوب. إن الدوائر المتكاملة للسائقين من سلسلة 7400 الأصلية مثل برنامج تشغيل وحدة فك الشفرة 74141 BCD قد توقفت منذ فترة طويلة عن الإنتاج وهي أندر من أنابيب NOS. فقط «انتجرال» في بيلاروسيا تسرد 74141  وما يعادله السوفياتي K155ID1  أنه لا يزال قيد الإنتاج. ومع ذلك، فإن الترانزستورات الحديثة ثنائية القطب ذات معدلات الجهد العالي متاحة الآن بثمن بخس، مثل MPSA92 أو MPSA42.

## روابط خارجية
- مجموعة أنابيب nixie السوفيتية مع الصور وأوراق البيانات
- تاريخ موجز لشركة Haydu Brothers نسخة محفوظة 14 أبريل 2012 على موقع واي باك مشين.
- الاشياء الكهربائية مايك: عرض وعد الأنابيب
- صور وأوراق بيانات أنبوب Nixie (بالإنجليزية والألمانية)
- مجموعة أنابيب Nixie العملاقة (بالإنجليزية والألمانية)
- فن صنع أنبوب Nixie
- وصف أنبوب Nixie والصور (بالإنجليزية والتشيكية)
- قصة Nixie Tube (IEEE Spectrum، 7/18)